# Ulrich Herold
Ulrich Herold (* 1. November 1948; † 11. Februar 2020 in Weimar) war ein deutscher Publizist und Verleger.

## Leben und Wirken
Ulrich Herold studierte Philosophie an der Humboldt-Universität zu Berlin und war dort anschließend als wissenschaftlicher Mitarbeiter tätig.
Danach schrieb er als freischaffender Publizist für Kulturzeitschriften wie Sonntag, Das Magazin und Temperamente. 
1990 gründete Herold den Verlag Constructiv und gab dort die Kulturzeitschrift Constructiv heraus, für die er Berater wie Walter Jens, Stephan Hermlin und Václav Havel gewinnen konnte.
Außerdem war er auch weiter publizistisch aktiv, unter anderem in Periodika des Funke-Verlages.

## Publikationen (Auswahl)
Ulrich Herold veröffentlichte zahlreiche Artikel in verschiedenen Zeitschriften sowie einige Bücher.
- Was wir von Martin Luther haben. Gespräche zu Leben und Werk, Mitteldeutscher Verlag Halle 1984
- Berlin, 13. August 1961, Constructiv Verlag, Berlin 1990, mit Viola Sandberg
- A Portrait of Berlin. August 13, Berlin 1990
- Liebe, einfach schrecklich. Tagebücher aus Europa, Berlin 1992, mit Marion Neumann
- Zusammen-wachsen. Gespräche aus einer Wende 1990–1992, Berlin [um 1993], mit Friedrich Schorlemmer